# Pietro Serino
Pietro Serino (Roma, 3 giugno 1960) è un generale italiano, capo di Stato Maggiore dell'Esercito Italiano dal 26 febbraio 2021 al 26 febbraio 2024.

## Biografia

### Formazione
Ha frequentato il corso 1974-77 della Scuola Militare Nunziatella e il 160º corso dell’Accademia Militare di Modena e dopo la scuola d'applicazione è stato promosso tenente dell'Arma delle trasmissioni nel 1982.
Ha inoltre frequentato la scuola di Guerra dell'Esercito ed è laureato in scienze strategiche.

### Carriera militare
Con il grado di Capitano ha svolto il comando di Compagnia presso l'11º battaglione trasmissioni "Leonessa" di Civitavecchia.
Ha successivamente comandato il Battaglione trasmissioni "Leonessa" dell'11º reggimento trasmissioni e da colonnello il 1º Reggimento Trasmissioni fino al 2004, quando è trasferito allo Stato maggiore.
Dal 2007 al 2010 è addetto militare all’Ambasciata d’Italia a Washington, e nel 2008 è promosso generale di brigata. Dal 2010 al 2011 è al comando della Brigata Trasmissioni dell'Esercito, e quindi Capo Reparto Pianificazione dello SME. Dal 2012 generale di divisione, è quindi dal 2013 Capo Ufficio Pianificazione, Programmazione e Bilancio dello Stato Maggiore della Difesa.
Il 1º gennaio 2016 è stato promosso al grado di generale di corpo d'armata.
Dal 1º febbraio 2017 è al vertice del Comando per la formazione, specializzazione e dottrina dell'Esercito.
Dal 31 ottobre 2018 ricopre l’incarico di capo di gabinetto del ministro della Difesa (con i ministri Trenta prima e Guerini poi).
Il 21 febbraio 2021 è stato nominato dal Consiglio dei ministri, su proposta del ministro Guerini, capo di Stato Maggiore dell'Esercito Italiano per succedere al gen. Salvatore Farina il 26 febbraio successivo. Il 27 febbraio 2024 ha lasciato l'incarico al successore Carmine Masiello.